# ازورگتی (شهرداری ازورگتی)
ازورگتی (به لاتین: Ozurgeti) یک روستا در گرجستان است که در شهرداری ازورگتی واقع شده‌است. ازورگتی ۱٬۳۸۸ نفر جمعیت دارد و ۸۰ متر بالاتر از سطح دریا واقع شده‌است.